# Шило (округ Самтер, Південна Кароліна)
Шило (англ. Shiloh) — переписна місцевість (CDP) в США, в окрузі Самтер штату Південна Кароліна. Населення — 168 осіб (2020).

## Географія
Шило розташоване за координатами 33°56′53″ пн. ш. 80°1′8″ зх. д. / 33.94806° пн. ш. 80.01889° зх. д. (33.948159, -80.018913).  За даними Бюро перепису населення США в 2010 році переписна місцевість мала площу 25,26 км², з яких 25,21 км² — суходіл та 0,06 км² — водойми.

## Демографія
Згідно з переписом 2010 року, у переписній місцевості мешкало 214 осіб у 78 домогосподарствах у складі 55 родин. Густота населення становила 8 осіб/км².  Було 91 помешкання (4/км²).
Расовий склад населення:
| - 55,1 % — чорних або афроамериканців - 41,1 % — білих - 2,3 % — осіб інших рас |

До двох чи більше рас належало 1,4 %. Частка іспаномовних становила 5,1 % від усіх жителів.
За віковим діапазоном населення розподілялося таким чином: 23,8 % — особи молодші 18 років, 58,0 % — особи у віці 18—64 років, 18,2 % — особи у віці 65 років та старші. Медіана віку мешканця становила 40,3 року. На 100 осіб жіночої статі у переписній місцевості припадало 76,9 чоловіків;  на 100 жінок у віці від 18 років та старших — 81,1 чоловіків також старших 18 років.
За межею бідності перебувало 3,8 % осіб, у тому числі 0,0 % дітей у віці до 18 років та 0,0 % осіб у віці 65 років та старших.
Цивільне працевлаштоване населення становило 50 осіб. Основні галузі зайнятості: мистецтво, розваги та відпочинок — 22,0 %, сільське господарство, лісництво, риболовля — 20,0 %, роздрібна торгівля — 14,0 %, освіта, охорона здоров'я та соціальна допомога — 12,0 %.